# Dorfkirche Rapshagen

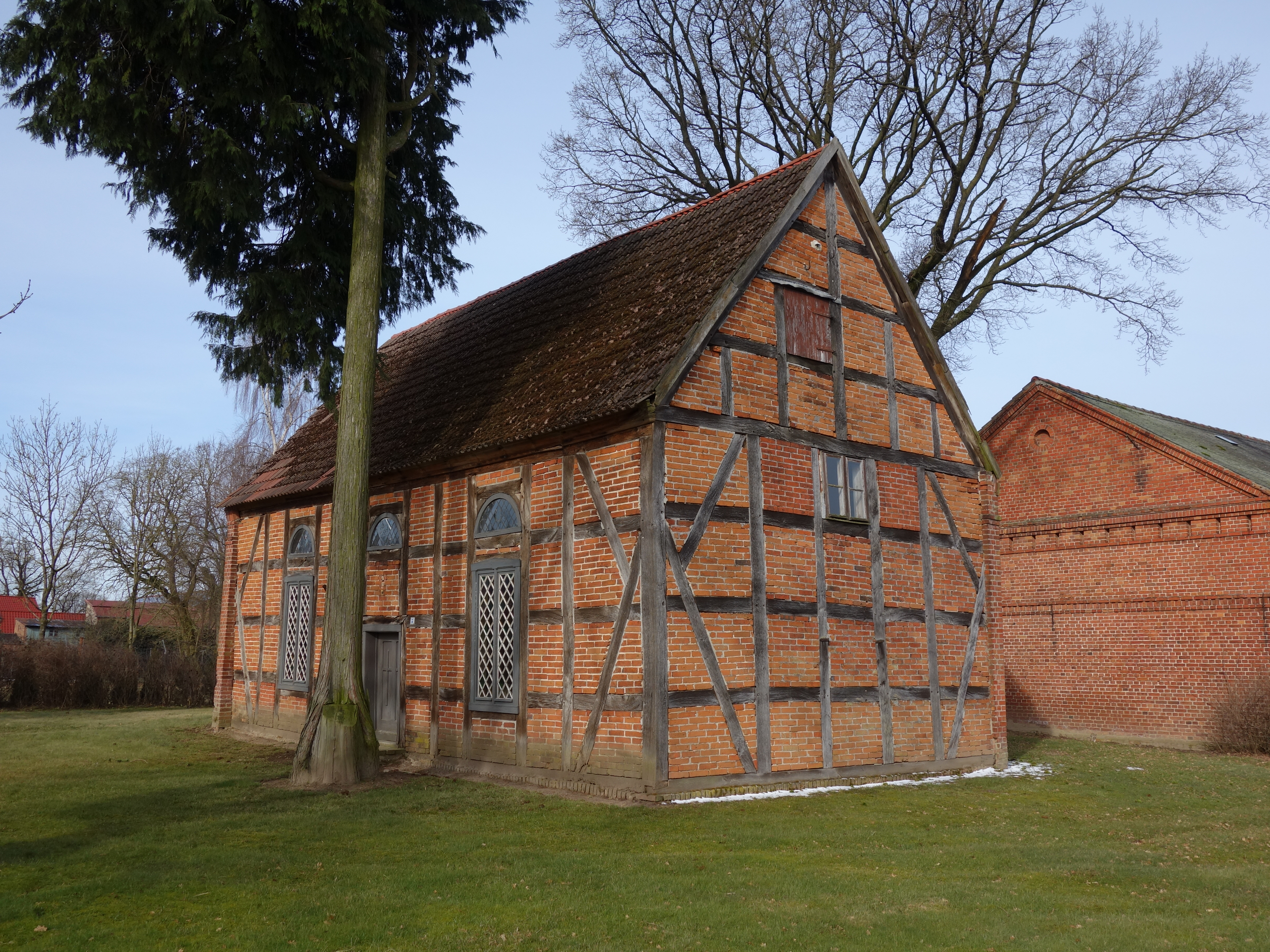
Dorfkirche Rapshagen

Die evangelische, denkmalgeschützte Dorfkirche Rapshagen steht in Rapshagen, einem Gemeindeteil der Gemeinde Gerdshagen im Landkreis Prignitz von Brandenburg. Die Kirche gehört zum Kirchenkreis Prignitz der Evangelischen Kirche Berlin-Brandenburg-schlesische Oberlausitz.

## Beschreibung
Die mit einem Satteldach bedeckte Fachwerkkirche, deren Gefache mit Backsteinen ausgefüllt sind, wurde 1820 erbaut. Ihre Nord- und ihre Westwand mussten nach 1907 aus Backsteinen erneuert werden. An der Südwand wird das Portal, über dem ein halbrundes Fenster liegt, von zwei großen Bogenfenstern flankiert. Die Fenster haben Kabinettscheiben. Der hölzerne Kanzelaltar und die Kirchenbänke stammen aus der Bauzeit.